# Up Helly Aa

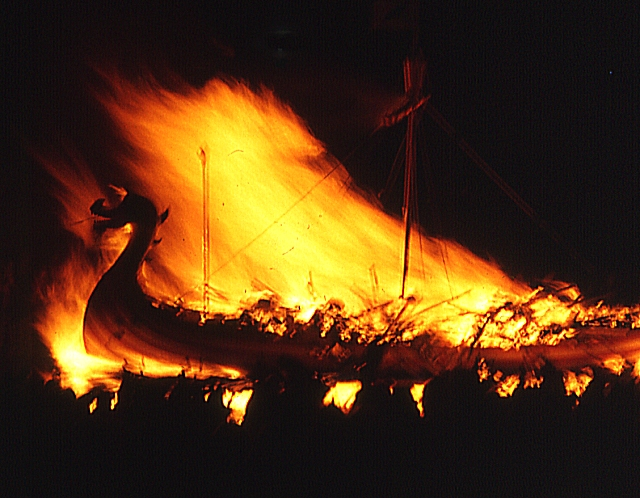
Quema del drakkar en Up Helly Aa el 30 de enero de 1973

Up Helly Aa se refiere a una variedad de festivales con fuego celebrados en las Islas Shetland, en Escocia, anualmente en pleno invierno para marcar el final de la temporada de Navidad. El festival incluye un desfile de hasta mil guizers en Lerwick y tiene otras celebraciones considerablemente menores de festivales rurales, formados en escuadrones que marchan por la ciudad o por el pueblo con una variedad de trajes temáticos.Y de colores oscuros.
La actual celebración de Lerwick surgió de la tradición más antigua Yule de encubado de alquitrán, que tuvo lugar en Navidad y Año Nuevo conocida como Up Helly-Aa. Después de la abolición del encubado de alquitrán, se obtuvo el permiso para tener antorchas. La primera fiesta con antorchas en Yule tuvo lugar en 1876. La primera celebración de antorchas en Up Helly-Aa fue en 1881. Al año siguiente, la procesión de antorchas mejoró significativa e institucionalmente a través de una petición por un cuerpo cívico de Lerwick para tener otra procesión de antorchas Up Helly-Aa por la visita del Duque de Edimburgo.
Hay un guizer principal que es conocido como "jarl", del que se requiere que haya pertenecido durante quince años a un comité. Cada año se elige sólo a una persona para que ingrese en ese comité.
La procesión culmina con el lanzamiento de las antorchas a una réplica de un drakkar vikingo. Esta costumbre se da en el resto de Shetland también, pero lanzando las antorchas al mar.
Construyen un barco vikingo y al final de la celebración lo queman.